# Sea Cloud
 (novembre 2023).
Si vous disposez d'ouvrages ou d'articles de référence ou si vous connaissez des sites web de qualité traitant du thème abordé ici, merci de compléter l'article en donnant les références utiles à sa vérifiabilité et en les liant à la section « Notes et références ».
Le Sea Cloud (Hussar II auparavant) est un quatre-mâts barque à coque d'acier, construit en 1931 dans les chantiers navals de la Krupp Germania Werft de Kiel en Allemagne pour l'Américain Edward Francis Hutton, millionnaire et courtier en valeurs immobilières.
Depuis 2001, ce luxueux voilier de croisière, propriété de la branche maritime de la holding Hansa Treuhand et géré par la Sea Cloud Cruises GmbH, a pris le nom de Sea Cloud I en raison de sa sœur d'armement, le Sea Cloud II, un trois-mâts barque lancé en 2001.

## Histoire
Ce voilier, en plus de 75 ans de navigation, connaîtra  une succession de nominations : Hussar II (1931) ; Sea Cloud (1935) ; IX-99, USCGC WPG-284 et USS Sea Cloud (durant la Seconde Guerre mondiale) ; Angelita (1955) ; Patria (1961) ; Antarna (1964) ; Sea Cloud of Cayman (1974) et de nouveau Sea Cloud depuis sa restauration en 1978.

### Naissance duHussar II

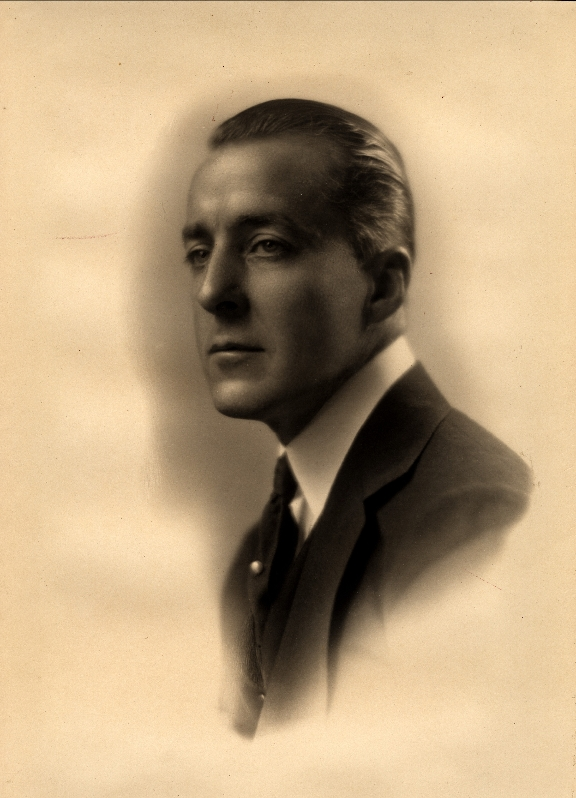
Edward Francis Hutton vers 1920.

Les plans du bateau furent réalisés par Gibbs & Cox de New York, mais la construction fut réalisée en Allemagne, car les salaires allemands étaient plus faibles qu'aux États-Unis. Il prit le nom de Hussar II, car les Hutton possédaient déjà un yacht du nom de Hussar.
Le Hussar II était le plus grand et le plus luxueux voilier à quatre-mâts de l'époque. La coque était de couleur noire comme toute sa flotte, les ponts en teck massif, les revêtements muraux en matériaux nobles et bois précieux. Les cabines possédaient des baignoires en marbre de Carrare, de la robinetterie en or massif, des cheminées en marbre, des lustres de Murano, des miroirs vénitiens et des meubles précieux. Le voilier était propulsé par quatre moteurs diesel de 3 200 ch.
De 1932 à 1935, Edward Francis Hutton et son épouse Marjorie Merriweather Post, héritière par succession d'une fortune formidable, firent de nombreuses croisières privées avec des personnalités de la haute noblesse, du cinéma et du monde des affaires, en Méditerranée, à Monaco, aux îles Galápagos et à Hawaï.

### Rôle diplomatique duSea Cloud
À leur divorce en août 1935, Edward F. Hutton a donné le luxueux yacht à son ex-épouse. Elle le rebaptise Sea Cloud (« nuage de mer ») et le dote d'une coque blanche.
La même année, elle a épousé l'avocat américain Joseph E. Davies, conseiller économique du président américain Woodrow Wilson qui a été nommé ambassadeur à Moscou. Le Sea Cloud prend ses quartiers au port de Léningrad. En contact avec des nombreux diplomates, elle organise de nombreuses réunion à son bord. Un film hollywoodien de 1943 Mission à Moscou relate cette période.
Puis son mari, Joseph E.Davies est nommé en Belgique et le Sea Cloud rejoint le port d'Anvers.

### La période de la Seconde Guerre mondiale
Pendant la Seconde Guerre mondiale, J.E. Davies cherche à vendre le luxueux yacht, mais il ne trouve pas d'acquéreur.
Quand les États-Unis entrent en guerre en 1941, ils réquisitionnent tous les yachts privés. Ils offrent le Sea Cloud au président américain Franklin D. Roosevelt, au titre de l'effort de guerre. Celui-ci rejette l'offre une première fois, mais l'accepte en 1942.
Pour le prix symbolique d'un dollar, il est acheté par l'US Coast Guard le 7 janvier 1942 en prenant le nom de IX-99. L'essentiel du gréement est vendu, le mobilier précieux débarqué, ainsi que la figure de proue.
Il portera successivement les noms de USCGC WAG-284 comme bateau station-météo, puis USS Sea Cloud comme chasseur de sous-marins sur la côte est américaine en étant doté de 3 canons et d'armes anti-sous-marines. Avec un équipage de 72 hommes, il combattit aussi au sud du Groenland et des îles des Açores.
Le 4 novembre 1944 il est mis hors service et restitué à Marjorie Davies avec une somme de 175 000 dollars pour sa restauration à l'original. En 1946, la coque est repeinte en blanc et la figure de proue remise. Encore sans mâts ni voiles, le bateau de plaisance navigue aux moteurs pour des croisières entre amis.
En 1947, le Sea Cloud récupère la totalité de son gréement trois-mâts barque et des voiles nouvelles. Les frais d'équipage et d'entretien du voilier deviennent très lourds. Le couple connait une crise qui aboutira au divorce en 1955.
Dès 1952, le yacht est remis en vente.

### AngelitaetPatriaen République dominicaine
Le dictateur de la République dominicaine Rafael Trujillo rachète le Sea Cloud en 1955. Durant les années précédentes, il avait été invité régulier à son bord. Il le rebaptise Yate Angelita du prénom de sa fille. Il est utilisé en croisière par toute la famille Trujillo mais aussi comme siège flottant du gouvernement.
Après plusieurs tentatives d'attentat, Trujillo est tué lors d'une embuscade le 30 mai 1961. Sa famille tente de s'exiler avec le voilier vers l'Europe. Au large des Îles Canaries, le voilier reçoit un appel radio du nouveau gouvernement dominicain le contraignant à faire demi-tour. À son retour, il prend le nom de Patria. Il est mis en vente pendant cinq ans avant de trouver acquéreur.

### Antarna
En 1966, le Patria est racheté par John Blue, alors président de la société Sea Cruises Inc., et enregistré au Panama avec comme port d'attache Colón. Il est transféré dans un chantier naval de Naples pour l'équiper comme voilier-charter.
À cause de problèmes financiers, il est revendu dès 1969 à une société de Miami qui prend le nom de Antarna Inc., car le voilier est aussitôt rebaptisé Antarna. Stéphanie Gallagher et son mari Charles veulent se servir de l’Antarna comme navire-école pour prodiguer à des étudiants un complément de formation universitaire. Ce projet devait porter le nom d’Océanic Schools. Des problèmes juridiques sont intervenus entre John Blue et les Gallagher et l’Antarna resta inutilisé près de huit ans au quai de Colón et se détériora peu à peu.

### Restauration
En 1978, le capitaine allemand Hartmut Paschburg découvre l’Antarna dans le port de Colón en très mauvais état. Il forme un groupe d'investissement avec des commerçants de Hambourg et acquiert le voilier.
Le yacht est rebaptisé à nouveau Sea Cloud. Paschburg rassemble un équipage de 40 personnes autour de lui pour le remettre en marche et le transférer au plus tôt à Hambourg pour y subir les travaux de restauration. C'est le chantier naval Scheel et Joehnk qui prend les premiers travaux en charge. Les ponts et les cabines retrouvent leur luxe d'antan. L'année suivante, en 1979, le Sea Cloud retrouve les chantiers de la Howaldtswerke-Deutsche Werft du Canal de Kiel, son lieu de naissance. Il prend le nom de Sea Cloud of Cayman. Il bat provisoirement pavillon des Îles Caïmans, avec comme port d'attache George Town pour les premières croisières passagers.
Depuis 1994, le Sea Cloud revient et appartient à un groupe de commerçants et actionnaires de Hambourg, l'entreprise Sea Cloud Cruises.
En 2008, avec 32 cabines, seuls 64 passagers peuvent profiter du sentiment incomparable d’être l’hôte à bord d’un yacht de luxe.